# Kastner & Öhler

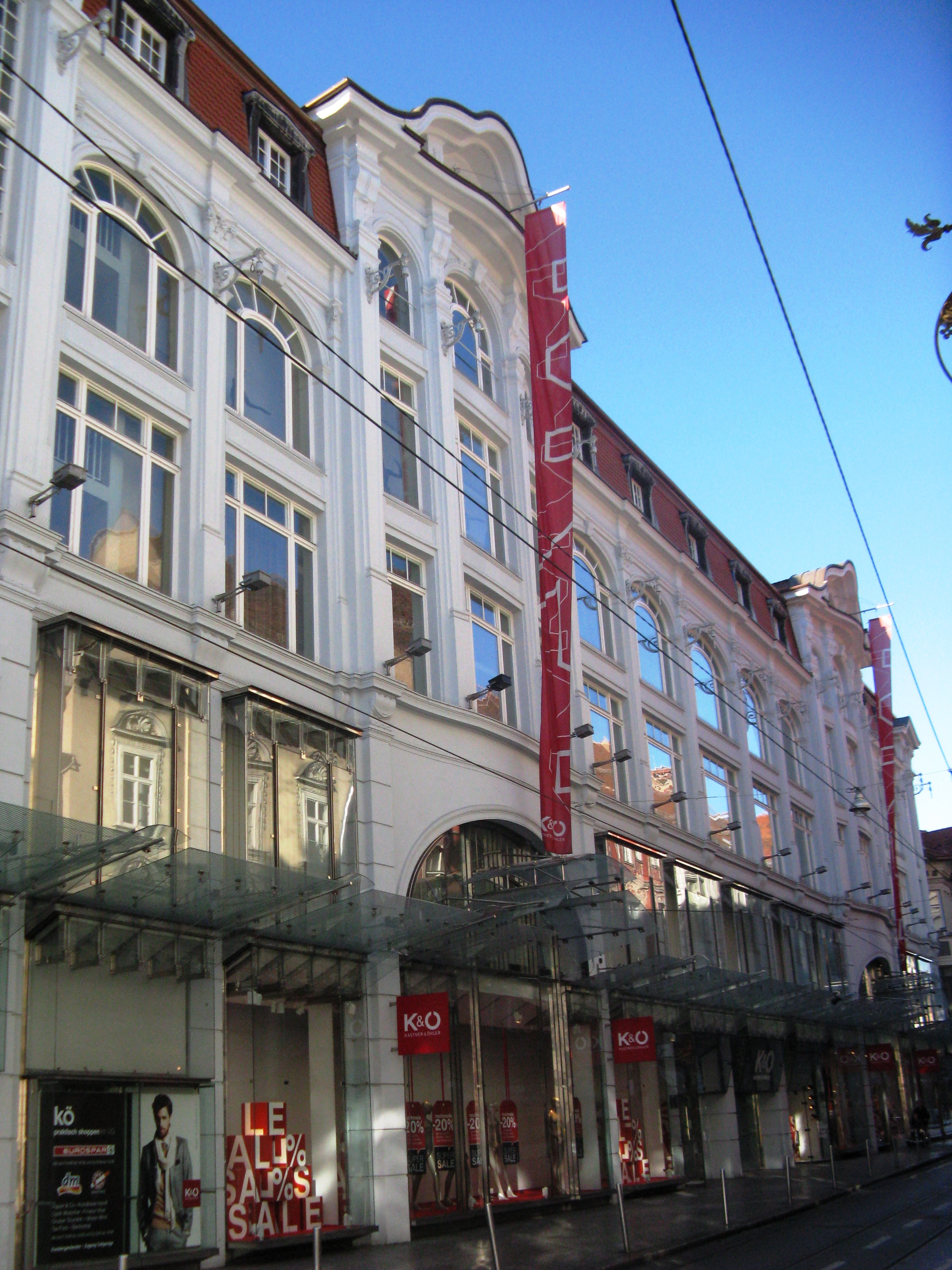
Kastner und Öhler in der Grazer Sackstraße

Kastner & Öhler ist das größte Mode- und Sportunternehmen in österreichischem Besitz und wird mittlerweile bereits in fünfter Generation geführt. Das 1873 von Carl Kastner und Hermann Öhler gegründete Familienunternehmen hat seit seiner Gründung internationales Format in der Modewelt erreicht und sich unter der Marke Gigasport als führender Sportanbieter etabliert. Der Bereich Young Fashion wird seit 2009 von der jungen, urbanen Linie INFECTED des Unternehmens abgedeckt.

## Geschichte
Der Buchhalter Carl Kastner, 24, und der Verkäufer Hermann Öhler, 26, gründen am 1. April 1873 in Troppau (heute Opava in Tschechien) die „Kurzwarenhandlung Kastner & Öhler“. Hermann Öhler ist ein geschickter Einkäufer, während Carl Kastner die Warenmanipulation (Produktion bzw. Anfertigung von Waren, oftmals in Heimarbeit) ausgezeichnet beherrscht. In den kommenden Jahren entstehen mehrere Niederlassungen, unter anderem 1879 die Niederlassung in Agram/Zagreb.
1883 versäumte Karl Kastner in Graz seinen Anschlusszug nach Agram. Bei einer Erkundungstour durch die Stadt fand er ein freies Geschäftslokal in der zentral gelegenen Sackstraße und mietete es an. Es entstand das Stammhaus in Graz. 1885 führte das Unternehmen als erstes in Mitteleuropa Festpreise ein. Diese fixen Preise ermöglichten den nächsten innovativen Schritt: 1887 startete Kastner & Öhler als eines der ersten Unternehmen in Europa mit dem Postversand. Mehrsprachige Kataloge wurden an Kunden in der gesamten Donaumonarchie verschickt.
1894 expandierte das Unternehmen und errichtete nach dem Ankauf von angrenzenden Häusern in der Grazer Badgasse das erste Warenhaus in Österreich-Ungarn. Die Galerien reichten über drei Stockwerke, die mit Liften erreichbar waren. Außerdem hatte die Warenhaushalle einen mit Glas überdachten Innenhof.
1912 bis 1914 wurde das Kaufhaus durch die Wiener Architekten des Büros Fellner & Helmer in eines der damals modernsten Europas umgebaut: Hier fanden sich Kundenlifte, Lüftungsanlagen, Stromaggregate, Rohrpostanlagen und ein Erfrischungsraum mit Musik. Das Herzstück ist die „Große Halle“: ein über drei Stockwerke reichender Prachtraum, der heute noch besteht und damals mit einer bunten Glaskuppel ausgeschmückt war. Der Unternehmenshomepage zufolge beschäftigte Kastner & Öhler vor dem Ersten Weltkrieg 330 Mitarbeiter, die nun auch Hüte, Parfums, Lederwaren, Papierwaren und Herrenmode verkauften. 1917 wurden zudem Spielwaren, Haushaltsartikel, Porzellan und Glas sowie Herde und Öfen ins Angebot aufgenommen.
1939 verkauften die damaligen Eigentümer Franz Öhler, Richard Kastner (1875–1959) und Albert Kastner das Unternehmen an ihre Schwiegersöhne, um nach dem Anschluss Österreichs an NS-Deutschland eine Enteignung abzuwenden, und flohen nach Kroatien. Franz Öhler wurde verhaftet, er starb 1945 im Konzentrationslager Buchenwald. Schon unmittelbar nach der „Arisierung“ war das Unternehmen in „Alpenlandkaufhaus“ umbenannt worden.
1945 wurde das Kaufhaus – wie auch der benachbarte Admonterhof – bei einem Bombenangriff teilweise zerstört. Nach Ende des Zweiten Weltkriegs übernahm die dritte Gesellschafter-Generation das Warenhaus mit nur noch 168 Mitarbeitern. Die 1950er-Jahre standen dann wieder im Zeichen des Wachstums. 1959 knüpfte man an innovative Zeiten an und nahm im Stammhaus in Graz die erste Rolltreppe der Steiermark in Betrieb. Im selben Jahr wurde das Unternehmen staatlich ausgezeichnet; es darf seither das Bundeswappen im Geschäftsverkehr verwenden.
Zur 100-Jahr-Feier 1973 entwarfen die polnischen Künstler Grabiański und Jabłoński das bekannte Löwenkopf-Logo. Es blieb bis 1991 in Verwendung.
1991 kam es zur Neugestaltung des Grazer Haupthauses durch das Architekturbüro Szyszkowitz + Kowalski. Man verband die alte Substanz des Hauses in der Sackstraße mit modernen Elementen, adaptierte die Fassade und erweiterte die Geschäftsräume um das sogenannte Jugendstilhaus in der Murgasse.
1994 wurde der seit Unternehmensgründung 1887 betriebene Versandhandel an Neckermann verkauft und 1997 in Neckermann Versand Österreich AG umbenannt. Damit einher ging eine Verschlankung des Warenangebots, die 2004 in eine Zwei-Marken-Strategie mündete: Seither werden unter dem Namen Kastner & Öhler die Schwerpunkte Mode & Accessoires, Haushaltsartikel, Spielwaren & Parfums verfolgt, unter der Marke Gigasport wurde der Handel mit Sportartikeln intensiviert.

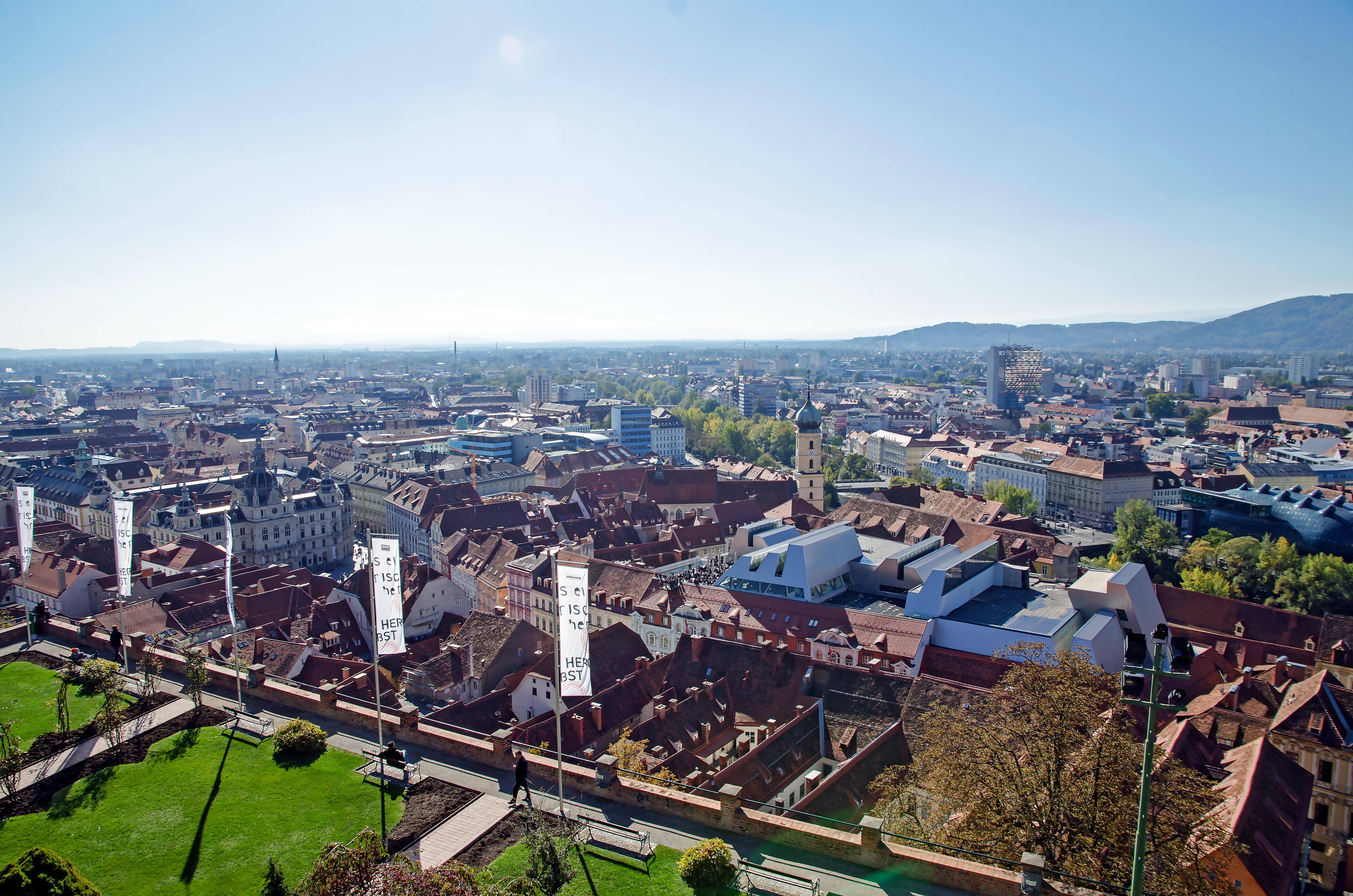
Dachlandschaft Kastner & Öhler vom Schloßberg (nächst Uhrturm) aus gesehen (2011)

2003 wurde eine Tiefgarage mit 650 Stellplätzen direkt neben der Mur eröffnet. 2008 erfolgte der Startschuss für die völlige Neugestaltung des Hauses in Graz durch das deutsch-spanische Architekturbüro Nieto Sobejano Arquitectos. Der Umbau wurde 2010 eröffnet und erhielt 2011 den A.R.E. Design Award der US-Handelsvertretung Association for Retail Environments. Für Kritik sorgte dabei der Abriss eines Gewölbes aus dem Jahr 1629, der ohne Absprache mit der Altstadtkommission erfolgt ist. Die vor dem Umbau versprochene optische Angleichung der markanten Dachkonstruktion an die Grazer Dachlandschaft blieb bis heute aus – obwohl damit die Grazer Altstadt als UNESCO-Welterbe auf dem Spiel steht.

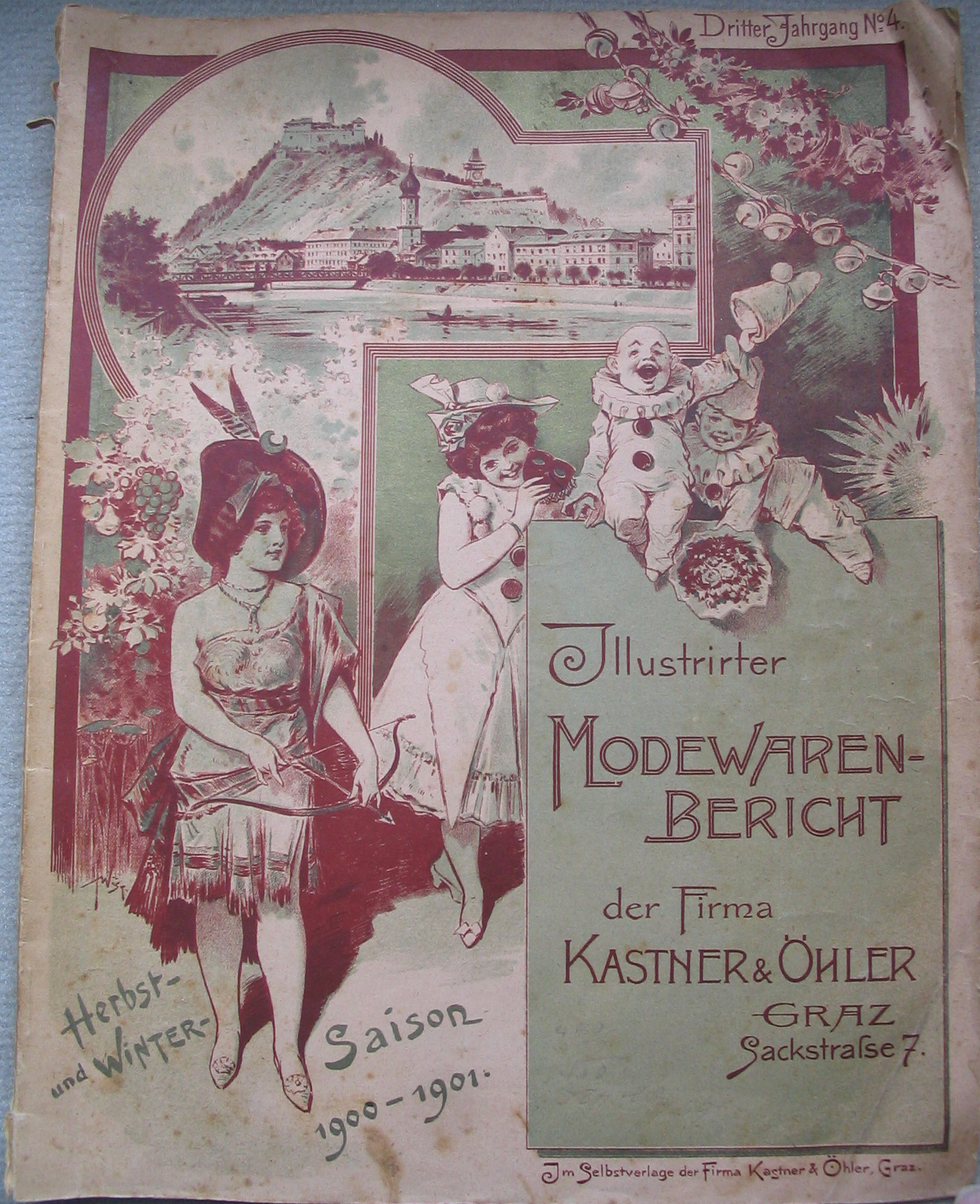
Modewarenbericht Herbst und Winter 1900–1901
Der Löwenkopf

### Gegenwart
Seit 1996 wird das Unternehmen in der fünften Familien-Generation geführt. 2011 wurde das Vorstandsteam Thomas Böck und Martin Wäg durch Andreas Zinschitz (für die Marke Gigasport) um ein drittes und im März 2013 mit Alexander Petrskovsky um ein viertes Vorstandsmitglied erweitert.
2014 baute das Unternehmen seinen Onlineshop für Modewaren stark aus.
Heute betreibt Kastner & Öhler Kaufhäuser in Bärnbach, Fohnsdorf, Fürstenfeld, Graz (2 Standorte), Innsbruck, Kapfenberg/Sankt Lorenzen im Mürztal, Leoben, Liezen, Oberwart, Ried im Innkreis, Spittal an der Drau, Villach, Vöcklabruck, und Wolfsberg.

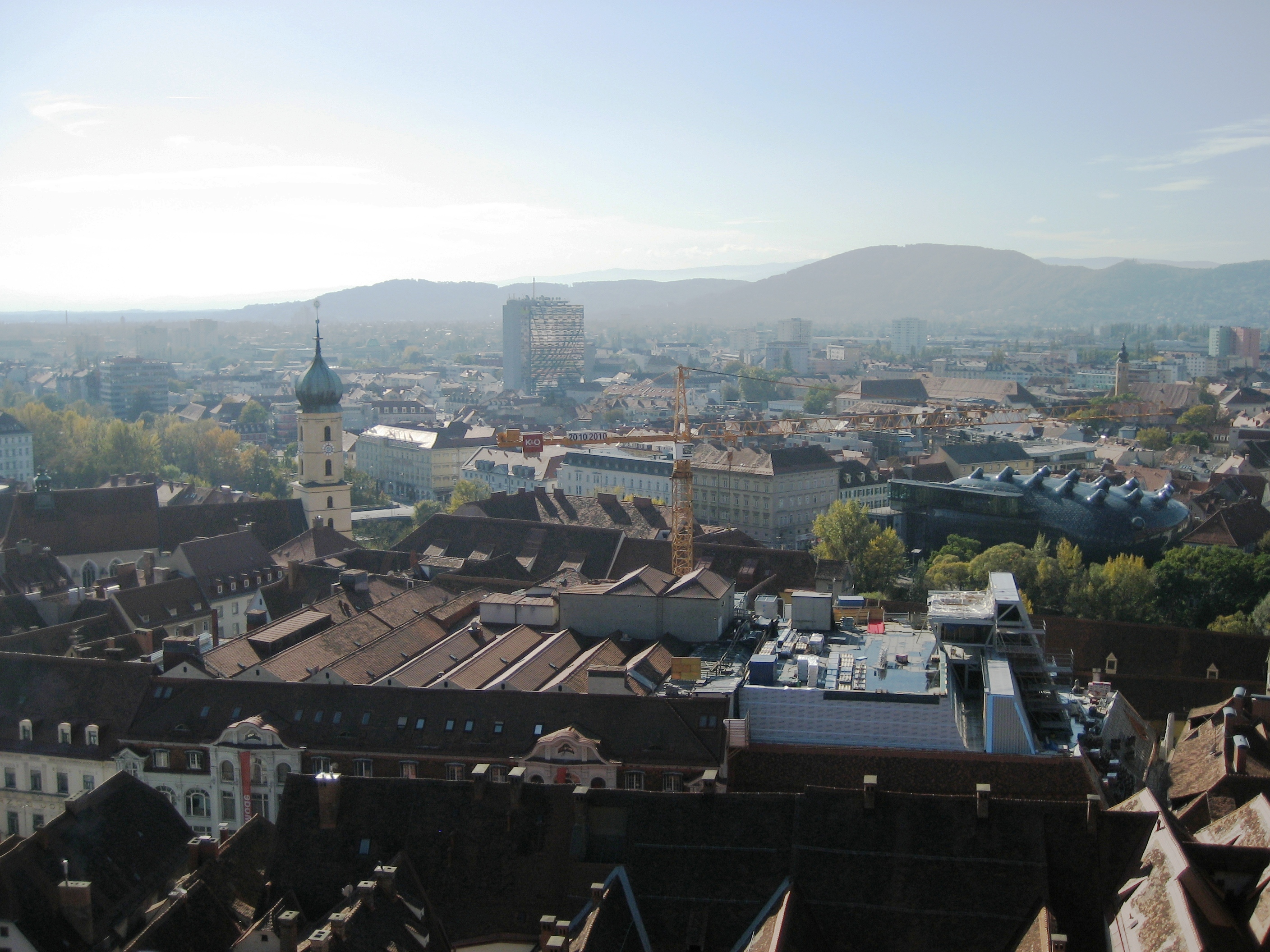
Dachausbau beim Haupthaus in Graz. Zustand Oktober 2009
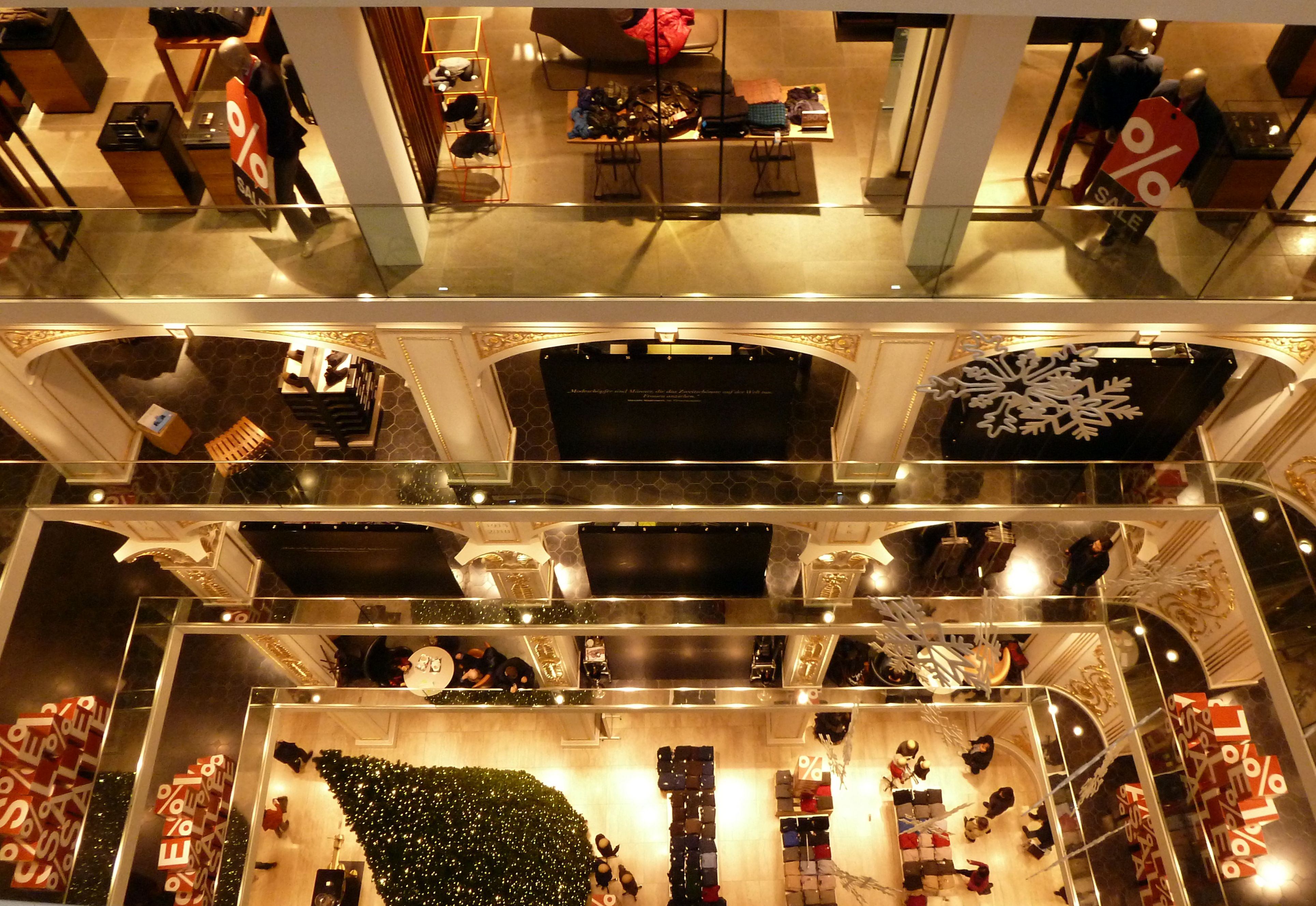
Innenansicht des Grazer Kaufhauses (2012)

## Gigasport
Unter der Marke Gigasport verkauft Kastner & Öhler in eigenen Filialen Sportartikel. Gigasport-Häuser wurden außer in Österreich auch in Slowenien, Tschechien und der Slowakei betrieben. Im Jahr 2012 schloss Gigasport allerdings seine zwölf Filialen in Tschechien und der Slowakei mit insgesamt 280 Mitarbeitern.
Derzeit führt Gigasport 18 Filialen in Österreich, davon zwei Outlets.

## Infected
Kastner & Öhler betreibt neben Gigasport auch die Denim-Kette INFECTED. 2009 wurde die erste Filiale im Stammhaus von Kastner & Öhler in Graz eröffnet. Ende August 2018 kam eine weitere Filiale in der PlusCity in Linz dazu, dieser Standort wurde allerdings aufgrund von hohen Mietkosten am 21. Mai 2022 aufgelassen. Weitere Filialen sind nicht geplant, da man sich auf das Kerngeschäft von Kastner & Öhler konzentrieren möchte.

## Sonstiges
Am 19. Dezember 2015 verunfallte eine Frau, die den temporär aufgebauten Flying Fox vom Dach des Grazer Hauses nutzte und dabei gegen die Kaimauer am gegenüberliegenden Murufer prallte. Der für den Betrieb verantwortliche Bergführer gab an, dass er das Bremsseil nicht ordnungsgemäß befestigt hatte. Das Gericht einigte sich im Frühjahr 2016 auf eine Diversion.